# Nerkewitz

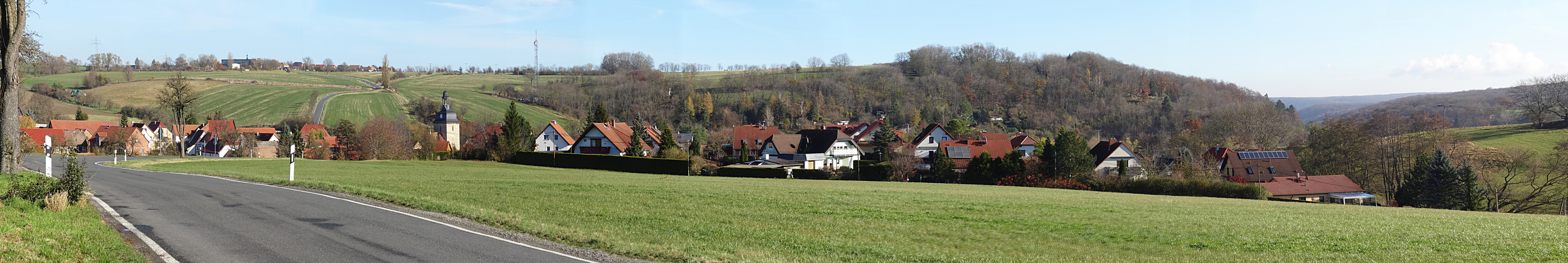
Nerkewitz, Stiebritz (hinten) und unteres Gönnatal (rechts)

Nerkewitz ist ein Ortsteil der Gemeinde Lehesten bei Jena in Thüringen.

## Landschaft
Das zu Nerkewitz gehörende Gebiet besteht im Westen aus meist fruchtbaren Ackerflächen, die bis zu den Höhen der Ilm-Saale-Platte reichen. Einige flache Täler und Einsenkungen verlaufen trichterartig zum Gönnatal hin. Im östlichen Teil der Gemarkung, im Nerkewitzer Grund, liegen Wiesen und Waldflächen. Am Gönnabach unterhalb des Dorfes stehen die ehemaligen Mühlen Ober- und Untermühle. Oberhalb des Ortes wird der Gönnabach zu einem See aufgestaut, dem Nerkewitzer Stausee. Die höchste Erhebung liegt bei ca. 310 m ü. NHN.

## Geschichte

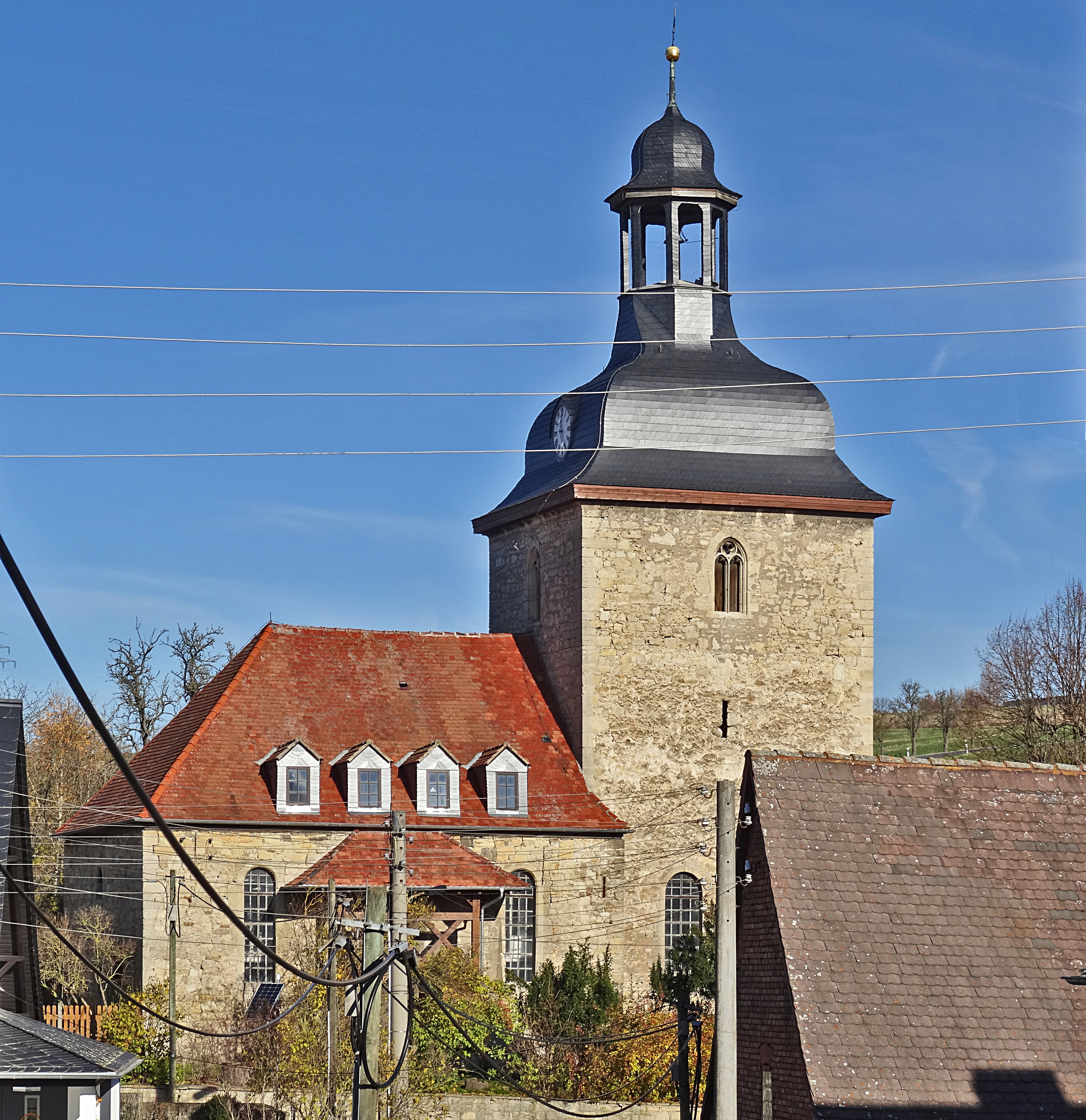
Kirche in Nerkewitz

Ersterwähnt wird Nerkewitz in einer Urkunde des Jahres 1044, nach der König Heinrich der Abtei Hersfeld zum Seelenheil seiner Eltern 10 Hufen in villa Niuedecauiz et in pago Ginnaha übereignet.
Nerkewitz war zunächst Reichsgut und gehörte seit Mitte des 12. Jahrhunderts den Herren von Lobdeburg bzw. deren Zweig der Herren von Burgau. Mitte des 14. Jahrhunderts übernahmen die Wettiner deren Besitz. Nerkewitz wurde an die Familie von Thüna und 1490 an die Familie von Watzdorf verlehnt. 1532 verkaufte Volrad von Watzdorf das Dorf an den Deutschen Orden. Bis 1809 gehörte Nerkewitz der Ordenskommende Zwätzen und damit dem albertinischen Sachsen an. 1815 wechselte es zum ernestinischen Herzogtum Sachsen-Weimar.
Im Jahr 1626 starben 197 Einwohner an der Pest.
Zwischen Nerkewitz und Lehesten liegt die Wüstung Schemnitz. Die Siedlung war bereits im Jahr 1337 vollständig verlassen. Die Ortsflur hielt sich noch bis zur Grundstückszusammenlegung im Jahr 1872 geschlossen.

## Kultur und Sehenswertes

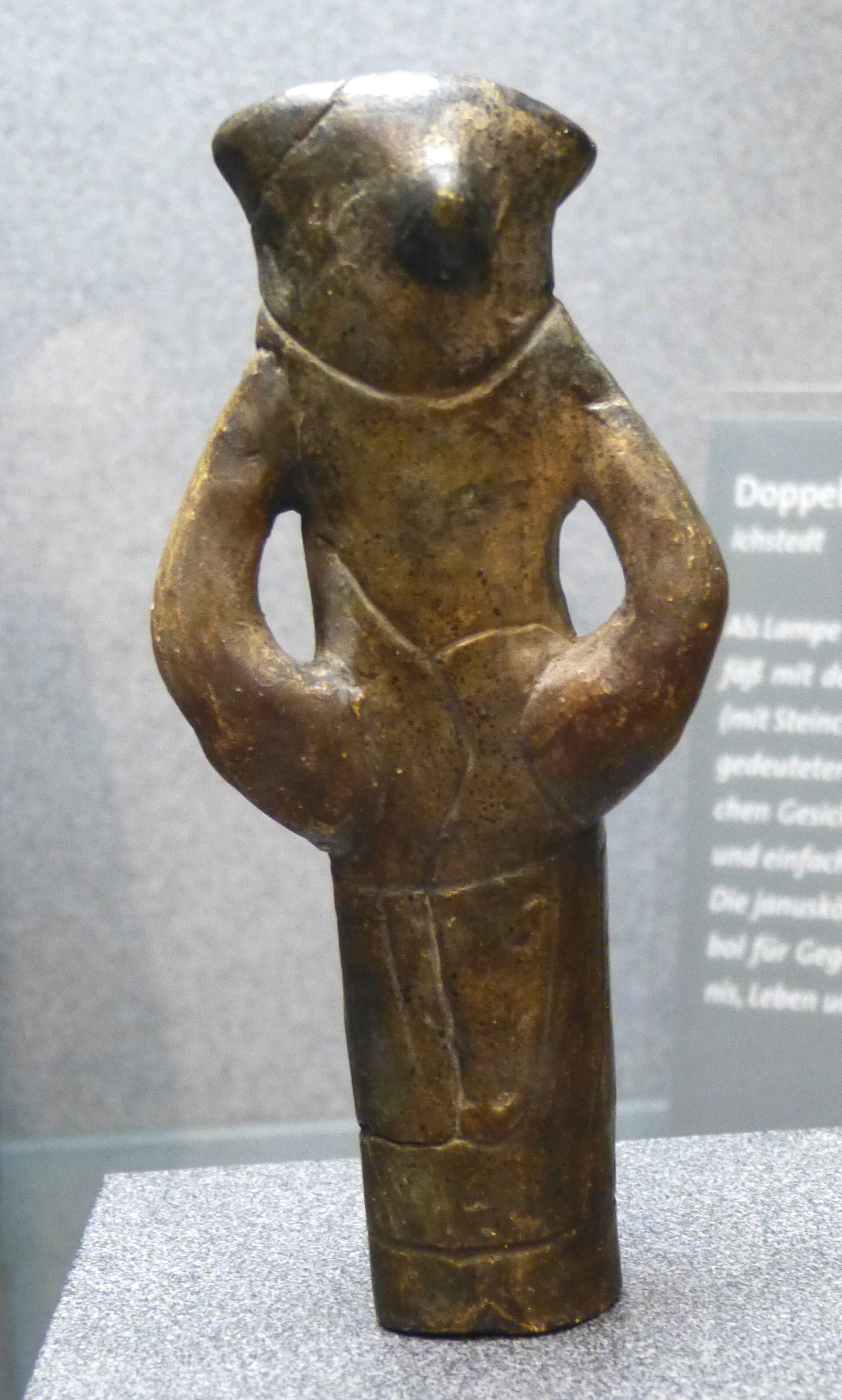
Idol von Nerkewitz, Museum für Ur- und Frühgeschichte Thüringens (Weimar)

Ein weibliches, plastisches Tonidol fand man in dem Waldstück zwischen Nerkewitz und Rödigen, das in der Linienbandkeramik-Kultur eine Rolle der Muttergottheit spielte.
Der Nerkewitzer Stausee bietet viele Freizeit- und Erholungsmöglichkeiten wie Angeln, Zelten und im Winter Schlittschuhlaufen.

### Kirche St. Georg
Die Kirche St. Georg von Nerkewitz besitzt einen wehrhaften Turm mit wertvollen Wandmalereien des späten 15. Jahrhunderts. Zum Kirchspiel Nerkewitz gehören die Filialen Rödigen, Neuengönna mit Porstendorf (seit 1539), Zimmern (1539–1821, seit 1977), Stiebritz (bis 1529, seit 1977) und Hainichen (seit 1977). Das Patronat über die Pfarrei übte seit dem 13. Jahrhundert der Ritterorden vom Heiligen Grab zu Jerusalem und seit 1489 der Johanniterorden über seine Kommende in Utenbach aus. Von 1562 bis 1809 gehörte das Patronat dem Deutschen Orden.
Ein Gedenkstein in Ortsmitte erinnert an die deutsche Wiedervereinigung mit folgendem Text auf der Metalltafel: „Einigkeit und Recht und Freiheit. 3. Oktober 1990“.

### Veranstaltungen
- Nerkewitzer Weihnachtsmarkt, jährlich am Samstag vor dem 1. Advent

## Persönlichkeiten
- Erwin Brauer (* 1896 in Dresden, † 1946 im sowjetischen Speziallager Nr. 2 in Buchenwald), deutscher Theologe, Philosoph, Oberlandeskirchenrat und NSDAP-Mitglied, war von 1921 bis 1925 Pfarrer in Nerkewitz